# ایستمن‌استخوان
ایستمن‌استخوان (نام علمی: Eastmanosteus) نام یک سرده از تیره دانکل‌استخوانان است.